# Степановка (Бариський район)
Степановка (рос. Степановка) — селище в Бариському районі Ульяновської області Російської Федерації.
Населення становить 74 особи. Входить до складу муніципального утворення Малохомутерське сільське поселення.

## Історія
Від 2004 року входить до складу муніципального утворення Малохомутерське сільське поселення.

## Населення
| 2010 |
| ---- |
| 74   |